# Oscar Lakes
Die Oscar Lakes sind eine Gruppe von Kraterseen auf Deception Island im Archipel der Südlichen Shetlandinseln. Sie liegen am Nordufer der Telefon Bay.
Polnische Wissenschaftler benannten sie 1999 nach dem chilenischen Geologen Oscar González-Ferrán.